# MTV 세대
MTV 세대(MTV Generation)란 1980년대-1990년대 초중반에 청년기를 보낸 세대다. 1981년 개국한 뮤직비디오 전문채널 MTV의 문화적 영향을 받았다고 이렇게 부르며, X세대와 거의 겹친다. MTV는 대중음악, 시각문화에 즉각적인 파급을 미쳤고, 이 파급으로 형성된 MTV 세대는 새로운 “문화적 힘(cultural force)”이 되었다.